# Volition (album)
Volition è il quarto album in studio del gruppo musicale canadese Protest the Hero, pubblicato il 29 ottobre 2013 dalla Razor & Tie.
Volition è il primo album del gruppo a non essere stato pubblicato dalla Underground Operations o senza alcun finanziamento dell'etichetta, ma è stato interamente finanziato dai loro fan attraverso una campagna di Indiegogo in cui l'obiettivo del gruppo era quello di raggiungere la somma di 125.000 dollari. L'album inoltre ha visto l'apparizione di Chris Adler dei Lamb of God alla batteria dopo la dipartita di Moe Carlson, il quale aveva abbandonato il gruppo prima delle registrazioni per ritornare a scuola.
Il 16 ottobre la band ha deciso di rilasciare in anticipo l'album per coloro che avevano contribuito alla campagna di Indiegogo, in seguito ad alcuni leak.
L'album ha debuttato alla 20ª posizione della Billboard 200 negli Stati Uniti.

## Critica
Kevin Stewart-Pranko dell'Alternative Press ha dichiarato che "[I Protest The Hero] con Volition non hanno fatto altro che portare avanti la loro raffinata combinazione di thrash metal, melodie punk con influenze dai generi più disparati." Chad Bowar di Loudwire ha invece descritto l'album come "un'incredibile corsa fra una musicalità eccellente ed un songwriting innovativo."

## Tracce
Musiche di Protest the Hero.
1. Clarity – 5:32
2. Drumhead Trial (feat. Kayla Howran and Ron Jarzombek) – 4:28
3. Tilting Against Windmills – 4:12
4. Without Prejudice – 4:15
5. Yellow Teeth – 4:08
6. Plato's Tripartite – 5:22
7. A Life Embossed – 5:33
8. Mist – 5:52
9. Underbite – 3:45
10. Animal Bones – 4:37
11. Skies – 6:23

## Formazione
- Rody Walker - voce
- Tim Millar - chitarra, pianoforte
- Luke Hoskin - chitarra, chitarra acustica
- Arif Mirabdolbaghi - basso